# Nesoxypilus pseudomyrmex
Nesoxypilus pseudomyrmex är en bönsyrseart som beskrevs av Milledge 1990. Nesoxypilus pseudomyrmex ingår i släktet Nesoxypilus och familjen Amorphoscelidae. Inga underarter finns listade i Catalogue of Life.